# Martina Kaufmann
Martina Kaufmann (nascida a 7 de Janeiro de 1986) é uma política austríaca do Partido Popular Austríaco. Desde 2017 que é membro do Conselho Nacional. De 2013 a 2017, foi vereadora municipal em Graz. Durante um debate eleitoral em 2019, ela assumiu-se homossexual.